# Stiftung NordWest Natur

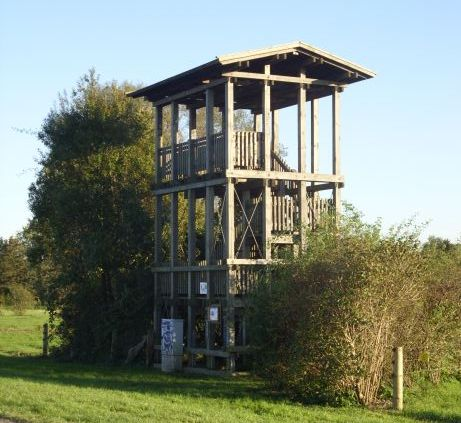
Aussichtsturm am Hollerdeich in den Borgfelder Wümmewiesen

Die Nordwestdeutsche Stiftung für Tier- und Naturschutz (Stiftung NordWest Natur) ist eine 1999 gegründete, regionale Naturschutzstiftung mit Sitz in Bremen. Ihr Arbeitsschwerpunkt ist die Naturschutzentwicklung und Umweltbildung auf den stiftungseigenen Flächen. Sie betreut die Naturschutzgebiete „Borgfelder Wümmewiesen“ und „Untere Wümme“ im Auftrag des bremischen Senators für Umwelt, Bau und Verkehr.

## Geschichte
Die Stiftung wurde 1999 gegründet. Das Stiftungsvermögen stammte noch 2001 zum Großteil aus dem Vermächtnis der verstorbenen Ottersbergerin Eva Bosselier. Nachdem sich der WWF Deutschland aus der nationalen Arbeit um das Jahr 2005 immer weiter zurückzog und damit auch das Projektbüro für das Naturschutzgroßprojekt „Borgfelder Wümmewiesen“ in Bremen in Frage stand, betreut seit Juni 2006 die Stiftung die ehemaligen WWF-Gebiete, die Naturschutzgebiete „Borgfelder Wümmewiesen“ und „Untere Wümme“ im Auftrag des Senators für Umwelt, Bau und Verkehr. Im Gebiet „Borgfelder Wümmewiesen“ kooperiert die Stiftung NordWest Natur mit dem WWF Deutschland, der nach wie vor Projektträger des Naturschutzgroßprojektes ist. Sie arbeitet auch mit der Hochschule Bremen zusammen.

## Aufgaben im Projektgebiet Borgfelder Wümmewiesen
Die Aufgaben der Stiftung sind in einer Betreuungsvereinbarung mit dem Senator für Umwelt, Bau und Verkehr Bremen festgehalten. Wesentlich ist die Mitarbeit bei Agrarumweltprogrammen und die Implementierung in das europäische NATURA 2000-Gebietssystem. Die Stiftung regelt die Verpachtung der WWF- und BUND-Grundstücke und überwacht die vertragsmäßige Nutzung, trifft Nutzungsabsprachen mit der Landwirtschaft und regelt das schutzzielorientierte Wassermanagement und die Umsetzung der Wasserrahmenrichtlinie. Dabei gehört die Überwachung von Schutzbestimmungen der Naturschutzgebietes-Verordnung auch zum Aufgabenspektrum. Mit ehrenamtlichen Kräften führt sie eigene Biotoppflegemaßnahmen durch.
Ein strategischer Aspekt der Arbeit ist die Fortschreibung des Pflege- und Entwicklungsplans für das Gebiet. Zu Nachweiszwecken dokumentiert die Stiftung die Gebietsbetreuung. Sie ist in regionale und überregionale Naturschutzkooperationen eingebunden und vertritt das Projekt in Verbänden und Gremien (u. a. Wasser- und Bodenverband). Parallel zur laufenden Betreuungsarbeit gibt sie wissenschaftliche Begleituntersuchungen in Auftrag.
Zur Umweltbildung, Besucherinformation und Öffentlichkeitsarbeit arbeitet sie dem „Erlebnisraum Natur“ (Bremen) zu und bietet eigene Exkursionen an. Sie betreut den Förderkreis „Wümme“.